# 쉐라 대니즈
쉐라 대니즈(Shera Danese, 1949년 10월 9일 ~ )는 미국의 텔레비전 배우, 영화배우이다.

## 영화
- 알파 독 (2006년)
- 체킹 아웃 (2005년)
- 너의 아버지가 누구냐? (2003년)
- 존 큐 (2002년)
- 베이비 붐 (1987년)
- 잊을 수 없는 죽음 (1983년)
- 위험한 청춘 (1983년)
- 사랑의 화원 (1976년)